# Magnus Kahnberg
Magnus Kahnberg (né le 25 février 1980 à Mölndal en Suède) est un joueur professionnel suédois de hockey sur glace. Il évolue au poste d'attaquant. Il est le cousin du joueur Nicklas Lasu.

## Biographie

### Carrière en club
Formé au Kållereds SK, il joue se quatre premiers matchs en senior avec le Mölndal Hockey dans la Division 2 en 1996-1997. La saison suivante, il rejoint les équipes de jeunes du Frölunda HC. Lors de la saison 1999-2000, il débute avec l'équipe première dans l'Elitserien. Il est choisi en 2000 au cours du repêchage d'entrée dans la Ligue nationale de hockey par les Hurricanes de la Caroline au septième tour, en deux-cent-douzième position. Il aide les Indians à remporter le Trophée Le Mat 2003 et 2005. Lors de la saison 2003-2004, sous les couleurs de l'équipe de Frölunda HC, il est élu MVP de l'Elitserien et remporte donc le Guldhjälmen. Il est également sélectionné dans l'équipe suédoise du All-Star Game, et termine meilleur buteur et meilleur pointeur de ce championnat. Le 30 janvier 2006, les Hurricanes échangent ses droits aux Blues de Saint-Louis au cours d'une transaction impliquant plusieurs joueurs. Le 25 avril, Kahnberg signe un contrat d'un an avec les Blues. Il part alors en Amérique du Nord et est assigné aux Rivermen de Peoria, club ferme des Blues dans la Ligue américaine de hockey. Le 1er décembre, il décide finalement de retourner au Frölunda HC. De 2009 à 2011, il porte les couleurs du Brynäs IF dans l'Elitserien.

### Carrière internationale
Il représente la Suède au niveau international.

## Statistiques

### En club
| Saison    | Équipe             | Ligue      |    | Saison régulière | Saison régulière | Saison régulière | Saison régulière | Saison régulière |   | Séries éliminatoires | Séries éliminatoires | Séries éliminatoires | Séries éliminatoires | Séries éliminatoires |
| Saison    | Équipe             | Ligue      | PJ | B                | A                | Pts              | Pun              | PJ               | B | A                    | Pts                  | Pun                  |                      |                      |
| 1996-1997 | Mölndal Hockey     | Division 2 | 4  | 0                | 0                | 0                | 0                | -                | - | -                    | -                    | -                    |                      |                      |
| 1999-2000 | Frölunda HC        | Elitserien | 4  | 0                | 0                | 0                | 0                | -                | - | -                    | -                    | -                    |                      |                      |
| 2000-2001 | Frölunda HC        | Elitserien | 50 | 8                | 6                | 14               | 6                | 5                | 0 | 0                    | 0                    | 2                    |                      |                      |
| 2001-2002 | Frölunda HC        | Elitserien | 50 | 14               | 11               | 25               | 24               | 10               | 5 | 0                    | 5                    | 2                    |                      |                      |
| 2002-2003 | Frölunda HC        | Elitserien | 50 | 14               | 20               | 34               | 22               | 15               | 2 | 6                    | 8                    | 12                   |                      |                      |
| 2003-2004 | Frölunda HC        | Elitserien | 50 | 33               | 16               | 49               | 20               | 10               | 5 | 2                    | 7                    | 10                   |                      |                      |
| 2004-2005 | Frölunda HC        | Elitserien | 46 | 15               | 8                | 23               | 22               | 13               | 5 | 1                    | 6                    | 4                    |                      |                      |
| 2005-2006 | Frölunda HC        | Elitserien | 45 | 18               | 15               | 33               | 26               | 17               | 4 | 3                    | 7                    | 16                   |                      |                      |
| 2006-2007 | Rivermen de Peoria | LAH        | 17 | 2                | 6                | 8                | 4                | -                | - | -                    | -                    | -                    |                      |                      |
| 2006-2007 | Frölunda HC        | Elitserien | 26 | 3                | 10               | 13               | 8                | -                | - | -                    | -                    | -                    |                      |                      |
| 2007-2008 | Frölunda HC        | Elitserien | 52 | 16               | 21               | 37               | 30               | 7                | 2 | 1                    | 3                    | 4                    |                      |                      |
| 2008-2009 | Frölunda HC        | Elitserien | 55 | 9                | 16               | 25               | 16               | 11               | 0 | 2                    | 2                    | 4                    |                      |                      |
| 2009-2010 | Brynäs IF          | Elitserien | 55 | 20               | 11               | 31               | 32               | 5                | 0 | 3                    | 3                    | 2                    |                      |                      |
| 2010-2011 | Brynäs IF          | Elitserien | 40 | 6                | 7                | 13               | 12               | 5                | 4 | 3                    | 7                    | 0                    |                      |                      |
| 2011-2012 | Frölunda HC        | Elitserien | 29 | 9                | 11               | 20               | 4                | 6                | 2 | 1                    | 3                    | 2                    |                      |                      |
| 2012-2013 | Frölunda HC        | Elitserien | 49 | 11               | 15               | 26               | 10               | 6                | 2 | 1                    | 3                    | 8                    |                      |                      |
| 2013-2014 | Frölunda HC        | SHL        | 55 | 18               | 15               | 33               | 22               | 5                | 1 | 0                    | 1                    | 2                    |                      |                      |
| 2014-2015 | Frölunda HC        | SHL        | 26 | 1                | 4                | 5                | 10               | -                | - | -                    | -                    | -                    |                      |                      |

### En équipe nationale
| Année | Évènement            |   | PJ | B | A | Pts | Pun | +/-               |  | Résultat |
| 2004  | Championnat du monde | 7 | 1  | 1 | 2 | 2   | +2  | Médaille d'argent |  |          |
| 2005  | Championnat du monde | 7 | 2  | 0 | 2 | 4   | -3  | Quatrième place   |  |          |
| 2007  | Championnat du monde | 2 | 0  | 0 | 0 | 2   | 0   | Quatrième place   |  |          |